# Шелаша (река)
Ше́лаша — река в Шенкурском районе Архангельской области Российской Федерации, левый приток реки Вага (бассейн Северной Двины). В верхнем течении течёт на юг, потом сворачивает на северо-восток, до впадения в реку Вага. Практически на всём течении реки ширина русла не превышает 10 метров. Менее чем в 1 километре от устья реку пересекает автодорога М8, причём дорожный указатель содержит название реки: «р. Шолоша», а не «Шелаша». В 2014—2015 годах ведётся капитальная реконструкция моста.
Длина реки — 117 км, площадь бассейна — 380 км². Питание смешанное, с преобладанием снегового. Замерзает в октябре — ноябре, вскрывается в апреле — начале мая.
Притоки: Тялсора, руч. Травянка.

## Происхождение названия
Название, предположительно, образовано от марийского глагола «шелаш» — «колоть, раскалывать», «пилить лес на доски». Вероятно первопоселенцы, поселившиеся на берегах реки занимались сплавом леса и заготовкой дров.

## Населённые пункты
Поселений на реке практически нет, только в устье реки находится деревня Петровская, также в 3-3,5 км от реки расположен одноимённый с рекой посёлок Шелашский (Шелаша). Также на реке Шелаша действовал пушечно-литейный завод, основанный в 1644 году Андреем Денисовичем Виниусом.

## Данные водного реестра
По данным государственного водного реестра России и геоинформационной системы водохозяйственного районирования территории РФ, подготовленной Федеральным агентством водных ресурсов:
- Бассейновый округ — Двинско-Печорский
- Речной бассейн — Северная Двина
- Речной подбассейн — Северная Двина ниже места слияния Вычегды и Малой Северной Двины
- Водохозяйственный участок — Вага

## Карты
- Лист карты P-38-73,74 Ровдино. Масштаб: 1 : 100 000. Указать дату выпуска/состояния местности.
- Лист карты P-38-61,62 Шенкурск. Масштаб: 1 : 100 000. Указать дату выпуска/состояния местности.